# Lijst van gotische gebouwen in Zeeland
Dit is een (onvolledige) lijst van de gebouwen die in de gotische stijl zijn gebouwd in de Nederlandse provincie Zeeland. 
Vaak zijn de gebouwen niet volledig in gotische stijl gebouwd, in dat geval worden enkel de gegevens van het gotische gedeelte gegeven.
| Naam                      | Functie                        | Start bouw (jaar) | Voltooid (jaar)              | Stijl                  | Huidige staat                                 | Oorspronkelijke hoogte (m) | Huidige hoogte (m) | Lengte (m)                     | Breedte (m)                    | Stad        | Straat            | Afbeelding |
| ------------------------- | ------------------------------ | ----------------- | ---------------------------- | ---------------------- | --------------------------------------------- | -------------------------- | ------------------ | ------------------------------ | ------------------------------ | ----------- | ----------------- | ---------- |
| Sint-Bavokerk             | Kerk                           | na 1243           | ?                            | Scheldegotiek          | Gerestaureerd                                 | ?                          | ?                  | ?                              | ?                              | Aardenburg  | Sint Bavostraat 5 |            |
| Sint-Willibrordusbasiliek | Kerk                           | 1462              | 1535                         | Brabantse gotiek       | Gerestaureerd                                 | ?                          | ?                  | ?                              | ?                              | Hulst       | Steenstraat 2     |            |
| Lange Jan                 | Abdijtoren                     | 2e helft 14e eeuw | 2e helft 14e eeuw            | Gotiek                 | Verbouwd                                      | ?                          | 90,5               | ?                              | ?                              | Middelburg  | Onder de Toren    |            |
| Koorkerk                  | Koor                           | 13e eeuw          | 14e eeuw                     | Vlaamse baksteengotiek | Gerestaureerd                                 | ?                          | ?                  | ?                              | ?                              | Middelburg  | Onder de Toren    |            |
| Noordmonsterkerk          | Kerk                           | 14e eeuw          | 14e eeuw                     | Gotiek                 | Gesloopt in 1834                              | ?                          | ?                  | ?                              | ?                              | Middelburg  | Hofplein          |            |
| Stadhuis van Middelburg   | Stadhuis                       | 1452              | 1520                         | Flamboyante gotiek     | Gerestaureerd na brand                        | ?                          | ?                  | ?                              | ?                              | Middelburg  | Markt 1           |            |
| Westmonsterkerk           | Kerk                           | 1390              | ?                            | Gotiek                 | Gesloopt in 1575                              | ?                          | ?                  | ?                              | ?                              | Middelburg  | Markt             |            |
| Stadhuis van Veere        | Stadhuis                       | 1474              | 1477                         | Laatgotiek             | Gerestaureerd                                 | ?                          | ?                  | ?                              | ?                              | Veere       | Markt 5           |            |
| Campveerse Toren          | Verdedigingstoren              | ?                 | ?                            | Gotiek                 | Verbouwd en gerestaureerd                     | ?                          | ?                  | ?                              | ?                              | Veere       | Kaai 2            |            |
| Westkapelle Hoog          | Vuurtoren, Voormalig kerktoren | 1458              | 1470                         | Baksteengotiek         | Kerk afgebroken na brand; Toren gerestaureerd | ?                          | 52,3               | ?                              | ?                              | Westkapelle | Zuidstraat 1      |            |
| Sint-Lievensmonstertoren  | Kerktoren                      | 1454              | ± 1479 onderbreking tot 1510 | Brabantse gotiek       | Gerestaureerd                                 | ?                          | 62                 | 16 (inclusief steunberen 24,5) | 16 (inclusief steunberen 24,5) | Zierikzee   | Kerkplein 2       |            |